# Jana Viktorovna Uszkova
Jana Viktorovna Uszkova, cirill betűkkel Яна Викторовна Ускова (Majkop, 1985. szeptember 28.) orosz kézilabdázó, a 2008-as olimpián ezüstérmes női válogatott tagja. Az olimpiai ezüstérmen kívül világbajnoki címet is ünnepelhetett csapatával, emellett a vb All-Star csapatába is beválasztották.